# ميكي ساكاي
ميكي ساكاي (باليابانية: 酒井美紀) هي مغنية وممثلة يابانية، ولدت في 21 فبراير 1978 في اليابان.

## وصلات خارجية
- ميكي ساكاي على موقع IMDb (الإنجليزية)
- ميكي ساكاي على موقع ألو سيني (الفرنسية)
- ميكي ساكاي على موقع ميوزك برينز (الإنجليزية)
- ميكي ساكاي على موقع أول موفي (الإنجليزية)
- ميكي ساكاي على موقع قاعدة بيانات الفيلم (الإنجليزية)
- ميكي ساكاي على موقع قاعدة بيانات الفيلم (الإنجليزية)
- ميكي ساكاي على موقع كينوبويسك (الروسية)